# Liste der Orte im Ortenaukreis
Die Liste der Orte im Ortenaukreis listet die geographisch getrennten Orte (Ortsteile, Stadtteile, Dörfer, Weiler – badisch Zinken –, Höfe, (Einzel-)Häuser, Wohnplätze) im Ortenaukreis auf.

## Systematische Liste
Alphabet der Städte und Gemeinden mit den zugehörigen Orten.
- Achern mit den Stadtteilen Achern, Fautenbach, Gamshurst, Großweier, Mösbach, Oberachern, Önsbach, Sasbachried und Wagshurst.
  - Zu Achern die Stadt Achern und der Wohnplatz Illenau.
  - Zu Fautenbach das Dorf Fautenbach.
  - Zu Gamshurst das Dorf Gamshurst, die Weiler Litzloch und Mittelbuch und das Gehöft Ziegelhütte.
  - Zu Großweier das Dorf Großweier.
  - Zu Mösbach das Dorf Mösbach.
  - Zu Oberachern das Dorf Oberachern und die Weiler Illenbach und Spinnerhöfe.
  - Zu Önsbach das Dorf Önsbach.
  - Zu Sasbachried das Dorf Sasbachried und das Gehöft Malg(Malch)hurst.
  - Zu Wagshurst das Dorf Wagshurst, Hof und Haus Rumlersfeld und Untere Strangen und das Gehöft Schollenhof.
- Appenweier mit den Gemeindeteilen Appenweier, Nesselried und Urloffen.
  - Zu Appenweier das Dorf Appenweier.
  - Zu Nesselried das Dorf Nesselried und die Weiler Illental und Kohlstatt.
  - Zu Urloffen das Dorf Urloffen und der Weiler Zimmern (baulich mit Urloffen verbunden).
- Bad Peterstal-Griesbach mit den Gemeindeteilen Bad Griesbach und Bad Peterstal (Renchtal).
  - Zu Bad Griesbach das Dorf Bad Griesbach, die Zinken Breitenberg, Dollenberg (Wüsteneck), Heidenbühl, Holzhau, Rohrenbach und Wilde Rench, das Gehöft Kirchberg und die Orte Stieg und Zuflucht.
  - Zu Bad Peterstal (Renchtal) das Dorf Bad Peterstal (Renchtal), die Zinken Bästenbach (Hinter und Vorder), Gieringerloch, Hinterberg, Hinterfreiersbach, Im Grund, Im Löchle, Im Mülben, In den Mauren, Überskopf, Unter-Freiersbach und Vorderberg, die Höfe Am Rain, Auf dem Bühl, Bierpetershof, Bistrich, Braunberg, Breitsod, Hirzighof, Holderskopf, Im Berg (Hirziglenzenberg), Kirchberg, Kirchloch, Kostspring, Lottereck, Obere Feimeck, Spinnersberg und Wendelinsberg und die Wohnplätze Am Schrofen, Bärbelsbach, Bad Freyersbach, Hinterspring, Holdersgrund, Im Holchen, Im Palm(en)spring, Im Seebächle, In den Gassen, Paradies, Treiermühle und Zöfernest.
- Berghaupten mit dem Dorf Berghaupten, den Weilern Heiligenreute, Neuhausen und „Untertal, Mitteltal, Obertal“, den Gemeindeteilen Kuhläger und Lindenstraße, den Höfen Bottenbach und Stenglenz (mit Wingerbach[2]) und dem Wohngebiet Stiegelmatt (Stiegelmatt- und Dorfbergstraße).
- Biberach mit den Gemeindeteilen Biberach und Prinzbach.
  - Zu Biberach das Dorf Biberach, die Weiler Bruch und Fröschbach, der Zinken Rebhalde und die Höfe Erzbach, Haubach, Rebberg und Reiherwald.
  - Zu Prinzbach das Dorf Dörfle und die Höfe Bergle, Emersbach, Kachelberg, Obertal und Untertal.
- Durbach mit den Gemeindeteilen Durbach und Ebersweier.
  - Zu Durbach das Dorf Durbach, die Weiler Am Bühl, Halbgütle, Hohenberg, Oberweiler, Stöcken (teilw. zum Ortsteil Ebersweier), Stollenberg, Unterweiler und Wiedergrün, die Siedlung Schleife, die Burg Staufenberg, die Zinken Brandeck, Brendel, Ergersbach, Geisberg, Hatsbach, Heimbach, Hespengrund, Hilsbach, Krebsenbach, Lautenbach, Nachtwaid, Obertal, Sendelbach, Spring (Unterspring), Stürzelbach, Tieferspring und Vollmersbach, die Höfe Am Rain, Bechtols(Bächles)berg, Dünberg, Gebirg, Hermannswald, Hölzleberg, Hohenrain, Immersbach, Kasselberg, Mahlengrund, Oberspring, Ritterberg, Rittergut, Seitenspring und Wolfskapelle (Kapelleck) und die Wohnplätze An der Moos und St. Anton.
  - Zu Ebersweier die Dörfer Ebersweier und Im Weiler (Unterweiler) und der Wohnplatz Stöcken (teilw. zum Ortsteil Durbach).
- Ettenheim mit den Stadtteilen Altdorf, Ettenheim, Ettenheimmünster, Münchweier und Wallburg.
  - Zu Altdorf das Dorf Altdorf.
  - Zu Ettenheim die Stadt Ettenheim, das Dorf Ettenheimweiler, die Höfe Fuchsmühle, Holzmühle und Riedmühle und die Wohnplätze Am Zollhaus, An der Landstraße, Mittelmühle und Sägmühle.
  - Zu Ettenheimmünster das Dorf St. Landelin, die Weiler Hintertal, Sägerreute und Untertal, die Zinken Dörlinbachergrund, Lautenbach, Löhle und Schweighausenergrund und das Gehöft Bürkenberg (Schneiderhof).
  - Zu Münchweier das Dorf Münchweier.
  - Zu Wallburg das Dorf Wallburg.
- Fischerbach mit den Dörfern Fischerbach, Eschau, Eschbach und Weiler, dem Gemeindeteil Turm, den Zinken Andersbach, Ellengrund, Hinterbutzenberg, Hintertal, Mitteltal, Vorderbutzenberg und Vordertal, dem Weiler Hirlinsgrund und den Höfen Bergeck, Elmlisgraben, Epplinsberg, Habersberg, Holzberg, Karfunkelstadt, Kostberg, Nill(höfe), Obergeistacker, Oberrechtgraben, Schiedenberg, Steinmauern, Untergeistacker, Unterrechtgraben, Vogelberg und Waldstein.
- Friesenheim mit den Gemeindeteilen Friesenheim, Heiligenzell, Oberschopfheim, Oberweier und Schuttern.
  - Zu Friesenheim das Dorf Friesenheim und der Wohnplatz Am Bahnhof.
  - Zu Heiligenzell das Dorf Heiligenzell.
  - Zu Oberschopfheim das Dorf Oberschopfheim und das Gehöft Riedmühle.
  - Zu Oberweier das Dorf Oberweier.
  - Zu Schuttern das Dorf Schuttern.
- Gengenbach mit den Stadtteilen Bermersbach, Gengenbach, Reichenbach und Schwaibach.
  - Zu Bermersbach die Höfe Bermersbach, Brandenhof, Gehrenhöfe und Strohhof, das Dorf Strohbach, der Weiler Wingerbach[3] und der Wohnplatz Fußbach.
  - Zu Gengenbach die Stadt Gengenbach.
  - Zu Reichenbach das Dorf Reichenbach, die Höfe Binzmatte, Haigerach, Höllhof, Hohgrund, Mittelbach, Mooshof, Pfaffenbach, Schlehwald, Schwärzenbach und Sondersbach und die Wohnplätze Gaishut und Sägmühle.
  - Zu Schwaibach die Höfe Schwaibach, Dantersbach und Hüttersbach, die Weiler Bergach und Schönberg, der Wohnplatz Einach und der Ort Bermersbach.
- Gutach (Schwarzwaldbahn) mit dem Dorf Gutach (Schwarzwaldbahn), der Siedlung Beim Mattenbauernhof, dem Weiler Wannenbach, den Zinken Herrenbach, Linker Sulzbach, Ramsbach, Rechter Sulzbach, Riesenbach und Wonnenbach, den Häusern und Höfen Beim Löwen, Berntenhof, Bühlerstein, Ebersbach, Saumerhöfe und Wellerhof, den Höfen Blumbach, Bühl, Ob der Kirche und Singersbach und den Wohnplätzen Alte Straße, Am Felsen, Bahnhof, Buck, Eckle, Engengraben, Herrengarten, Hohweg, Hohwegschule, Hohwiel, Insel, Leimen, Mausloch, Neudorf, Pfaffenbach, Rebberg, Säge, Steingrün, Turm, Vor-Blumbach, Vor-Ebersbach, Vordersingersbach und Vordersulzbach.
- Haslach im Kinzigtal mit den Stadtteilen Bollenbach und Haslach im Kinzigtal.
  - Zu Bollenbach das Dorf Bollenbach und die Höfe Baberast, Dierlisberg, Grit, Heizenberg, Kienzlerhof, Vorderhof und Weber(Schilles)hof.
  - Zu Haslach im Kinzigtal die Stadt Haslach im Kinzigtal, der Stadtteil Schnellingen, das Gehöft Gaisbürde (Ebishöfe) und der Wohnplatz Stricker.
- Hausach mit den Gemeindeteilen Einbach und Hausach.
  - Zu Einbach das Dorf Einbach (Vorder- und Hintertal), die Zinken Breitenbach, Frohnau, Gechbach, Hauserbach und Osterbach, die Höfe Adlersbach (Mittlerer Hof), Adlersbach (Vorderer Hof), Grieshaberhof (Sulzbach), Hohlengrundbauernhof, Limbacherhof, Martinshöfe, Oberer Hof (Sulzbach), Oberer Neuenbach, Reutengrund, Schmiderbauernhof, Steinbrunnen (Steinmatt), Unterer Neuenbach und Vordersberghof und die Wohnplätze Auf der Au, Auf der Gumm, Erlets, Hechstberg, Kluse, Kurzbach, Rautsch, Scheuren und Uhlhof.
  - Zu Hausach die Stadt Hausach, der Ort Hausach-Dorf, der Zinken Hagenbuch, das Gehöft Vorder Breitenbach und der Wohnplatz Hechstberg.
- Hofstetten mit dem Dorf Hofstetten, dem Weiler Mittenweiler, den Zinken Salmensbach und Ullerst, den Höfen Altersbach, Breitebene, Mattenmühle, Schneiben(Schneit)hof, Tochtermannsberg und den Wohnplätzen Am weißen Brunnen, Biereck, Halden, Ho(c)hmunde und Lachen.
- Hohberg mit den Gemeindeteilen Diersburg, Hofweier und Niederschopfheim.
  - Zu Diersburg das Dorf Diersburg, die Zinken Beim Schloß, Burggraben, Molkensumpf und Ruhbühl und die Höfe Meierhof und Schucken- und Fegerhof.
  - Zu Hohberg das Dorf Hofweier oder Hohberg, das Gehöft Marienhof und der Wohnplatz Schwatterloch.
  - Zu Niederschopfheim das Dorf Niederschopfheim und das Gehöft Hexenmühle (Deckersche Mühle).
- Hornberg mit den Stadtteilen Hornberg, Niederwasser und Reichenbach.
  - Zu Hornberg die Stadt Hornberg, die Zinken Offenbach und Schwanenbach und der Wohnplatz Am Rubersbach.
  - Zu Niederwasser das Dorf Niederwasser, die Zinken Am Bach, Frombach, Holdergund, Oberhippensbach und Unterhippensbach, die Höfe Großschanzenberg, Hinter Hauenstein, Holderhof, Oberfall, Obergießhof, Ober Niedergießhof, Renner, Unterfall, Unter Niedergießhof und Vorder Hauenstein und die Wohnplätze Bäracker, Bruckfelsen, Gaisberg, Glasträger, Grund, Himmelreich, Kleinschanzenberg, Kunzenbach, Linden(Hahnen)dobel, Bahnstation Niederwasser, Pelzbühl, Scheiben, Trummenstein, Vogelloch, Wächtersdobel und Webertal.
  - Zu Reichenbach der Weiler Fohrenbühl, die Zinken Igelloch, Ober Reichenbach, Offenbach, Rappengrund, Schonach, Schondelgrund, Schwanenbach, Unter Reichenbach und Windkapf, die Höfe Adamshof, Alter Bader(bauern)hof, Andrealishof, Blumjockelesbauerhof, Dieschenhof, Eckenbauernhof (Kammerers Winterecke), Frombachbauernhof, Götzengut, Gründlebauer im Offenbach, Hasenhof im Frombach, Hasenhof im Schwanenbach, Heilerhof, Heizmannshof (Heizemehof), Hinterbauernhof, Hinterer Mosenberg, Horzbauernhof, Hofbauernhof, Im Gründle (Gründlebauer), Kenzengut, Kostbach (Ober und Unter), Kräher, Kucherbach(erhof), Kumbachhof, Langenbach (Ober), Langenbach (Unter), Lehmannshof, Lindendobel, Maierhof, Mooshof, Mooswald, Neuer Baderhof, Oberer Kammerhof (Kammerers Sommerecke), Obersteighof (Obersteigbauer), Reichensteinerhof, Rötenbach, Rötenbauernhof, Rohrenbauernhof, Säge(bauern)hof, Schembach (Ober und Unter), Schenkenbauernhof, Schneidermichelshof, Schondelhöfe (Jungbauernhof), Schondelhöfe (Moserhof), Schonenmichelhof, Schonetishof, Simonsbauernhof, Sonnenwirtshaus, Spechendobel(hof), Staigerhof, Tiefenbachbauer(Unter), Unterer Kammerhof, Unterer Wirtshäuslehof (Zur Krone), Unter Schonetishof, Untersteighof, Vogtsbauernhof, Vorderer Mosenberg, Waldhasenhof, Wieserhof, Wolfbauernhof, Wolfhansenecke (Eckenmatisenhof) und Zuckerbauer, Haus und Hof Sägewerk und die Wohnplätze Beizenbach (Peitschenbach), Ergenbach, Grund, Hasensteig (Steigheiler, Steigloch), Kuchelloch, Mooshansengut, Ölergütle, Pechloch, Sägbronnen, Schindleloch, Straßershäusle, Taubenbach, Tiefenbachergütler (Ober), Vogtsadeshof, Winterecke und Winterskopf.
- Kappel-Grafenhausen mit den Gemeindeteilen Grafenhausen und Kappel.
  - Zu Grafenhausen das Dorf Grafenhausen.
  - Zu Kappel das Dorf Kappel.
- Kappelrodeck mit den Gemeindeteilen Kappelrodeck und Waldulm.
  - Zu Kappelrodeck das Dorf Kappelrodeck, den Zinken Auf der Klaus, Bei der Hammerschmiede, Bernhardshöfe, Iberg und Steinebach, die Siedlung Brandrain, die Höfe Eckelshalde oder Häselshof, Erb, Ganseck, Häselhof, Hagenberg, Heidenhöfe, Lammhöfe, Langenberg, Ottenberg, Waidhof (Schloßhof) und Wolfersberg, die Wohnplätze Freiamt, Mattenmühle, Scheuerhof, Widig und Zuckerberg und Schloss und Haus Rodeck.
  - Zu Waldulm die Zinken Blaubronn-Zinsel, Oberberg, Schwend, Tal, Unterberg und Weiher, Häuser und Höfe Pfaffenbach und Ziegelhöfe und der Ort Winterbürg.
- Kehl mit den Stadtteilen Auenheim, Bodersweier, Goldscheuer, Hohnhurst, Kehl, Kork, Leutesheim, Neumühl, Odelshofen, Querbach und Zierolshofen.
  - Zu Auenheim das Dorf Auenheim.
  - Zu Bodersweier das Dorf Bodersweier.
  - Zu Goldscheuer die Dörfer Goldscheuer, Kittersburg und Marlen und die Wohnplätze Kittersburger Mühle, Rheinwärterhaus (Marlen) und Wohnhaus Uhl.
  - Zu Hohnhurst das Dorf Hohnhurst.
  - Zu Kehl die Stadt Kehl, das Dorf Sundheim und die Wohnsiedlung Kronenhof. Nicht amtlich benannte Orte sind Niedereich und Wolfsgrube.
  - Zu Kork das Dorf Kork und die Wohnplätze Auenheimer Mühle, Korker Mühle und Ziegelei.
  - Zu Leutesheim das Dorf Leutesheim und die Wohnplätze Bahnstation Honau und Leutesheimer Mühle.
  - Zu Neumühl das Dorf Neumühl.
  - Zu Odelshofen das Dorf Odelshofen.
  - Zu Querbach das Dorf Querbach.
  - Zu Zierolshofen das Dorf Zierolshofen.
- Kippenheim mit den Gemeindeteilen Kippenheim und Schmieheim.
  - Zu Kippenheim das Dorf Kippenheim, die Höfe Mittelmühle und Obermühle und die Wohnplätze Hasenbühl und Ziegelhof.
  - Zu Schmieheim das Dorf Schmieheim und der Wohnplatz Holzwarenfabrik.
- Lahr/Schwarzwald mit den Stadtteilen Hugsweier, Kippenheimweiler, Kuhbach, Lahr, Langenwinkel, Mietersheim, Reichenbach und Sulz.
  - Zu Hugsweier das Dorf Hugsweier.
  - Zu Kippenheimweiler das Dorf Kippenheimweiler.
  - Zu Kuhbach das Dorf Kuhbach, das Gehöft Brudertal und der Wohnplatz Eichgarten.
  - Zu Lahr die Stadt Lahr, die Siedlung Flüchtlingshilfswerk, die Höfe Im Krämerstal und Schutterlindenberg und die Wohnplätze Waldfrieden und Zimbers-Säge.
  - Zu Langenwinkel das Dorf Langenwinkel.
  - Zu Mietersheim das Dorf Mietersheim.
  - Zu Reichenbach das Dorf Reichenbach, der Weiler Poche und die Höfe Eichberg (z. T. zu Seelbach), Gereut, Giesenhof (Vorderer), Langeck und Schindelhöfe.
  - Zu Sulz das Dorf Sulz, der Weiler Dammenmühle und die Höfe Ernethof, Hohberg und Langenhard.
- Lauf mit den Dörfern Lauf und Niederhofen (mit Lauf zusammengewachsen), den Weilern Äckerle, Auf den Höfen (Untere u. Obere Krafteneck), Gehrengraben-Rötel (mit Lauf zusammengewachsen), Holzhütte, Hornenberg, Kopfsgarten und Lochwald, den Zinken Aspich, Au, Glashütte, Grimmes, Grobe (Groppenkopf), Grünwinkel, Haltenrain, Kammerhof, Lochhof, Matzenhöf, Mühlberg, Poppen, Presteneck und Rieberhof, den Höfen Alsenhof, Aubach, Bruderhöfel, Junkerwald, Lautenbächle und Wendelbach und den Wohnplätzen Hard und Schloßberg (Neuwindeck mit Schloßhof).
- Lautenbach mit den Dörfern Lautenbach und Winterbach (Hinter und Vorder) mit Lierbach, den Weilern Hohenrain, Hubacker, Sendelbach, Unter-Rüstenbach, der Siedlung Bergwerk-Siedlung, dem Zinken Ober-Rüstenbach, den Höfen Allerheiligensteig, Altschmatt, Braunberg, Hoferers Dobel, Oberhof, Otschenfeld, Sohlberg (Unterer), Spitzenberg, Steighof, Sulzbach und Waldmühle und den Wohnplätzen Elektrizitätswerk und Forsthaus im Herrschaftswald.
- Mahlberg mit den Stadtteilen Mahlberg und Orschweier.
  - Zu Mahlberg die Stadt Mahlberg und das Gehöft Allmendhöfe.
  - Zu Orschweier das Dorf Orschweier und der Wohnplatz Bahnstation Orschweier.
- Meißenheim mit den Gemeindeteilen Kürzell und Meißenheim.
  - Zu Kürzell das Dorf Kürzell.
  - Zu Meißenheim das Dorf Meißenheim.
- Mühlenbach mit dem Dorf Mühlenbach, den Weilern Eichhalde, Gürtenau, den Zinken Bärenbach, Burggraben, Dietental, Fannis, Flachenberg, Hagsbach, Hintergrund, Oberbüchern, Pfaus, Schulersberg, Stein, Stollengrund, Unterbüchern und Windenbach und den Höfen Grub und Vorbach.
- Neuried mit den Gemeindeteilen Altenheim, Dundenheim, Ichenheim, Müllen und Schutterzell.
  - Zu Altenheim das Dorf Altenheim, das Gehöft Rohrburg(er Mühle) und die Wohnplätze Altenheimer Mühle und Rheinwärterhaus.
  - Zu Dundenheim das Dorf Dundenheim und das Gehöft Dundenheimer Mühle.
  - Zu Ichenheim das Dorf Ichenheim, das Gehöft Ottenweierhof und der Wohnplatz Einzelwohnhaus.
  - Zu Müllen das Dorf Müllen.
  - Zu Schutterzell das Dorf Schutterzell und das Gehöft Mühle.
- Nordrach mit dem Dorf Nordrach, den Zinken Allmend, Bärhag, Bäumlisberg, Buchbühl, Ernsbach, Flacken, Grafenberg, Hasenberg, Helgenbühl, Hutmacherdobel(-loch), Kohlberg, Kühlmorgen, Lindach, Merkenbach, Michelbach, Moosbach, Mühlstein, Rautschhof, Schönwald, Schottenhöfen, Schrofen (Hinter und Vorder), Stollenberg, Untertal und Vor Ernsbach, den Höfen Denninger, Heugraben, Hirzenberg, Lichtersgrund, Reutegut, Rühlsbach, Sodlach, Stollengrund(hof) und Unterflacken und den Wohnplätzen Kuttelrain, Moosmatte und Nordrach-Kolonie ehemals Nordrach-Fabrik.
- Oberharmersbach mit dem Dorf Oberharmersbach, den Weilern Riersbach Dörfle, Vor Hagenbach und Vor Riersbach, den Zinken Adelbach, Amselgrund, Billersberg, Engelberg, Häldele, Hagenbach-Berg, Hermersberg, Holdersbach, Hub (mit Hinterdorf), In Riersbach, In Waltersbach, In Wickersbach, Jauschbach, Jedensbach, Krähenstein, Krochte (Ober u. Unter), Langenberg, Langhärdle, Langhard, Limrain, Ottenbach, Roßbach, Vor Waltersbach, Vor Wickersbach, Waldhäuser und Zuwald, den Höfen Durben, Fußbühl, Gorgisenberg, Hark, Holzhack, Mißlinke und Wittum und den Wohnplätzen Almendgrund, Bolaien, Eckle, Frickenberg, Grabengründle, Grommel und Löcherberg.
- Oberkirch mit den Stadtteilen Bottenau, Butschbach, Haslach, Nußbach, Oberkirch, Ödsbach, Ringelbach, Stadelhofen, Tiergarten und Zusenhofen.
  - Zu Bottenau das Dorf Bottenau, der Weiler Maisenbühl, die Zinken Diebersbach, Rohrbach und Schlatten und die Höfe Buseck, Froschhof, Herbstkopf, Hummerswald, Kaltenhof, Kernenhof, Korberg, Lerchenlochhof, Rottelshalt und Saalengrund.
  - Zu Butschbach das Dorf Butschbach, der Gemeindeteil Hesselbach, die Zinken Albersbach und Eckenberg, die Höfe In der Rot, Köbelesberg und Schafhof (Auf der Eck) und der Wohnplatz Fürsteneck.
  - Zu Haslach das Dorf Haslach und das Gehöft Waldeck(erhof).
  - Zu Nußbach die Dörfer Nußbach und Herztal, die Höfe Neuberg(erhof) und Wei(h)erhof und der Wohnplatz Müllen (z. T. zu Zusenhofen).
  - Zu Oberkirch die Stadt Oberkirch, die Dörfer Gaisbach, Oberdorf, der Stadtteil Wolfhag, die Höfe Schloßhof und Waldhof und der Ort Höllhof.
  - Zu Ödsbach das Dorf Ödsbach, die Weiler Grimmersbach und Gründle, die Zinken Giedensbach, Grünberg, Hanselbach, Hengstbach, Laibach, Vordere Allmend, die Höfe Fiegenbach, Gnad(hof), Heuberg (Ober und Unter), Hockkopf, Holdersberg, Löchle, Mooshof, Ötsch, Scheuermatt, Sieferspring, Stein(bauern)hof, Unrechtenbach, Wei(h)erhof und Wolfen(hof) und die Wohnplätze Bergle, Grub, Rank, Rotengaß und Stöckert.
  - Zu Ringelbach das Dorf Ringelbach.
  - Zu Stadelhofen das Dorf Stadelhofen.
  - Zu Tiergarten das Dorf Tiergarten, die Weiler Hubneck (mit Tiergarten zusammengewachsen), Spring(höfe) und Tanzberg (beide zusammengewachsen), das Gehöft Niederlehen.
  - Zu Zusenhofen das Dorf Zusenhofen und der Weiler Müllen (z. T. zu Nußbach).
- Oberwolfach mit den Dörfern Bei der Kirche und Walke, der Siedlung Grünach, den Zinken Battengott, Erzenbach, Frohnbach, Gelbach, Grangat, Kurzenbach, Rankach und Tiefenbach, den Höfen Happach, Landeck, Mitteltal, Obertal, Schwarzenbruch, Waldhans, Waldlehme und Zierle und dem Wohnplatz Untertal.
- Offenburg mit den Stadtteilen Bohlsbach, Bühl, Elgersweier, Fessenbach, Griesheim, Offenburg, Rammersweier, Waltersweier, Weier, Windschläg, Zell-Weierbach und Zunsweier.
  - Zu Bohlsbach das Dorf Bohlsbach.
  - Zu Bühl das Dorf Bühl.
  - Zu Elgersweier das Dorf Elgersweier.
  - Zu Fessenbach das Dorf Fessenbach, die Weiler Albersbach und Rießhof und das Gehöft Maisenhalder (Schucks)hof.
  - Zu Griesheim das Dorf Griesheim.
  - Zu Offenburg die Stadt Offenburg, die Siedlung Kreuzschlag, die Höfe Spitalhof und Ziegelhof und die Wohnplätze Am Kalbsbrunnen, Bleiche, Großer Deich (Schleusenwerk), Laubenlindle, Pumpwerk, Waldhüterhaus und Weingarten (Kirche).
  - Zu Rammersweier das Dorf Rammersweier.
  - Zu Waltersweier das Dorf Waltersweier.
  - Zu Weier das Dorf Weier und der Wohnplatz Im Gottwald.
  - Zu Windschläg das Dorf Windschläg.
  - Zu Zell-Weierbach die Dörfer Riedle, Weierbach und Zell und der Weiler Hasengrund.
  - Zu Zunsweier das Dorf Zunsweier, das Gehöft Rütihof und die Wohnplätze Hagenbach (Ziegelwerk) und Kieswerk.
- Ohlsbach mit dem Dorf Ohlsbach, den Weilern Büchen, Ebersweier, Nothalde, Schlauch und Weisenbach und den Höfen Hinterohlsbach und Meisengrund.
- Oppenau mit den Stadtteilen Ibach, Lierbach, Maisach, Oppenau und Ramsbach.
  - Zu Ibach das Dorf Ibach, der Weiler Hohbruck, die Zinken Beim Finken, Bollenbach, Erlen, Feimeck, Halleckle, Herlisries, Hinter-Ibach, Holiswald, Löcherberg-Tal und Rollwasen, die Höfe Braunberg, Bühlhöfe, Hugenhöfe, In den Höfen und Schwarzhof und die Wohnplätze Am Wald, Hofererleshalde, Löcherberg (Beim Pflug) und Löcherberg (Beim Schulhaus).
  - Zu Lierbach der Weiler Holzplatz, die Zinken Erlenteich, Niedermättle und Wahlholz, die Höfe Eckenfels (Ober und Unter), Heidenacker, Hirzig(hof), Hohlengrund, Kleine Steig, Rinkhald(e), Rotenbach(hof) und Steighof und die Wohnplätze Allerheiligen, Ameisenbühl, Eckenstein, Eichelbach, Filderbach, Mühleloch, Schliff, Spitzfelsen, Steckeneckle und Wasserfallhotel.
  - Zu Maisach das Dorf Maisach, die Zinken Bägoldsbach (Oberer und Unterer), Kuhbühl und Mahlengrund, die Höfe Am Fuchsloch (Am Wald), Am Wilfeneck, Auf der Britsch, Beim Antogast, Breitmatt, Brumathisenhof, Filderhart (Hinterer und Vorderer), Gantersgrund, Müllerbauernhof (Müllereck), Nockenbauer(nhof), Rudersbach, Webersgrund, Wernest (Obere und Untere) und Wilfeneck und die Wohnplätze Am Berg, Am Horn, Bad Antogast, Bucheck, Filderbach und In der Höll.
  - Zu Oppenau die Stadt Oppenau, die Zinken Am Boxberg, Am Farn, Am Holiswald, An der Maisachhalde, An der Steig-Überknie, An der Taube, Die Ansetze, Im Guckinsdorf, Im Nordwasser und Im Rußdobel und die Höfe Im Birket und Im Eichelbach.
  - Zu Ramsbach das Dorf Ramsbach, die Weiler Börskritt, Kuhbach und Kutt (Oberbärenbach), die Zinken Bärenbach, Ehrenbächle, Höfle, Ramsbächle und Steinenbach, die Höfe Birkhof, Hochebene, Huttneckhof, Langenbachhof, Lehwaldhof, Löchle(hof), Matte, Otschenbauernhof (Otschenfeld), Rinkenhof und Suschet und der Wohnplatz Ziegelhütte.
- Ortenberg mit dem Dorf Ortenberg, den Weilern Fröschlach, Käfersberg (beide mit Ortenberg zusammengewachsen) und Steingrube und den Wohnplätzen Bachgraben und Schloß.
- Ottenhöfen im Schwarzwald mit den Gemeindeteilen Furschenbach und Ottenhöfen im Schwarzwald.
  - Zu Furschenbach das Dorf Furschenbach, die Zinken Am Bach, Buchwald und Muttert, die Höfe Am Rain, Grünsberg und Sommereck und der Wohnplatz Schroffen.
  - Zu Ottenhöfen im Schwarzwald das Dorf Ottenhöfen im Schwarzwald, die Weiler Hagenbruck und In den Höfen (beide mit Ottenhöfen im Schwarzwald baulich verbunden), die Zinken Blöchereck, Dickteich, Gottschläg, Heidenbach, Kohlstatt, Langeck, die Höfe Blaubronn, Lauenbach, Roß (Roos), Schloßhof, Simmersbach, Sohlberg (teilw. zu Lautenbach), Unterwasser, Wolfersbach und Zieselberg, die Wohnplätze Atzelbach, Brach, Bromberg, Edelfrauengrab, Holderbrünnle und Schlitz und der Ort Hubersloch.
- Renchen mit den Stadtteilen Erlach, Renchen und Ulm.
  - Zu Erlach das Dorf Erlach.
  - Zu Renchen die Stadt Renchen und der Gemeindeteil Maiwald.
  - Zu Ulm das Dorf Ulm, die Zinken Kaier, Kolbenhalt und Reiersbach und das Gehöft Rothof.
- Rheinau mit den Stadtteilen Diersheim, Freistett, Hausgereut, Helmlingen, Holzhausen, Honau, Linx, Memprechtshofen und Rheinbischofsheim.
  - Zu Diersheim das Dorf Diersheim und der Wohnplatz Rheinwärterhaus.
  - Zu Freistett das Dorf Freistett.
  - Zu Hausgereut das Dorf Hausgereut.
  - Zu Helmlingen das Dorf Helmlingen und die Wohnplätze Bahnstation Helmlingen-Muckenschopf und Ziegelhof.
  - Zu Holzhausen das Dorf Holzhausen.
  - Zu Honau das Dorf Honau.
  - Zu Linx das Dorf Linx und der Weiler Hohbühn.
  - Zu Memprechtshofen das Dorf Memprechtshofen.
  - Zu Rheinbischofsheim das Dorf Rheinbischofsheim.
- Ringsheim mit dem Dorf Ringsheim.
- Rust mit dem Dorf Rust.
- Sasbach mit den Gemeindeteilen Obersasbach und Sasbach.
  - Zu Obersasbach das Dorf Obersasbach, die Weiler Blumberg und Hundsbosch, die Zinken Erlenbad mit Kloster und Sanatorium Marienheim, Illenbach, Vogelsberg und Winterbach und die Höfe Kammersbrunn und Klepperhöfe.
  - Zu Sasbach das Dorf Sasbach und die Orte Lindenhof (oder Lindenhaus), Siedlung und Unterstmatt.
- Sasbachwalden mit dem Dorf Sasbachwalden, den Weilern Bischenberg, Brandmatt, Hohritt, Oberer Langert, Unterer Langert, Sandweg und Vorstadt (ehemaliger Weiler, mit Sasbachwalden zusammengewachsen), den Zinken Auf der Eck, Birkenhöf, Büchelbach, Hagenberg, Hörchenberg, In den Höfen, Kappelberg, Murberg, Schönbüch, Steilisberg, Vogelsberg und Winterbach, den Höfen Hohenstich, Hurschenacker, Kirschenberg, Schelzberg und Straubenhöf und den Wohnplätzen Bachmatt, Breitenbrunnen, Grieseneck, Illenbach, Illengrund, Katzenstein und Lierenbach.
- Schuttertal mit den Gemeindeteilen Dörlinbach, Schuttertal und Schweighausen.
  - Zu Dörlinbach die Dörfer Kreisstraße und Oberdorf, die Siedlung Ziegelgrund, die Zinken Oberer Durenbach, Unterer Durenbach, Hof, Lieberatsberg, Oberer Prinschbach, Unterer Prinschbach, die Höfe Höfen (z. T. zur Gemarkung Schuttertal), Hub, In der Höll und Schwiebig und die Wohnplätze Dobel, Kriendle, Mühlweg, Oberrain, Ruhl, Unterrain und Wurtsgraben.
  - Zu Schuttertal das Dorf Schuttertal, die Wohnsiedlung Siedlung, die Zinken Durenbach, Fohren, Höfen (z. T. zur Gemarkung Dörlinbach), Kambach, Laulisgraben, Michelbronn, Oberkambach, Obertal, Regelsbach und Untertal, die Höfe Hechelgraben, Katzenweilerhof, Neuhäuserhof und Sodhof und der Wohnplatz Weierdamm.
  - Zu Schweighausen das Dorf Bei der Kirche, die Zinken Hallen, Harmer(n)sbach, Hessenberg, Hinterer Geisberg, Loh, Obersteig, Untersteig und Vorderer Geisberg, die Höfe Am Mühleberg, Bühl, Eckle, Hub, Mühlhalde, Pfingstberg, Rufenbauernhof, Ruh(Rau)bühl, Steinbühl, Steineberg, Streitberg, Weißer Graben und Weißmoos und der Wohnplatz Hohstein.
- Schutterwald mit den Dörfern Schutterwald, Höfen und Langhurst und dem Wohnplatz Bundesbahnhof Schutterwald.
- Schwanau mit den Gemeindeteilen Allmannsweier, Nonnenweier, Ottenheim und Wittenweier.
  - Zu Allmannsweier das Dorf Allmannsweier.
  - Zu Nonnenweier das Dorf Nonnenweier und der Wohnplatz Elektrizitätswerk.
  - Zu Ottenheim das Dorf Ottenheim und der Wohnplatz An der Rheinbrücke.
  - Zu Wittenweier das Dorf Wittenweier.
- Seebach mit den Zinken Achert, Bosenstein, Busterbach, Geisdörfle, Grimmerswald, Hinterseebach, Koppenhöfen, Legelsau, Maisental, Markteich, Scherzenteich, Schwarzenbach, Schwarzenkopf, Silbergründle, Tannenteich und Wildenberg, den Höfen Aufs Deckershof, Bohnertshöfe, Hubershof, Knappenhöfen und Schnurrenhof, den Wohnplätzen Darmstädterhütte, Mummelsee und Wolfsbrunnen und dem Ort Vorderseebach.
- Seelbach mit den Gemeindeteilen Schönberg, Seelbach und Wittelbach.
  - Zu Schönberg das Dorf Schönberg, der Weiler Geroldseck im Schloßberg, die Zinken Emersbach (z. T. zu Biberach), Harmersbächle, Rebberg und Weiler und die Höfe Eichberg (z. T. zu Lahr/Schwarzwald), Eisenhof, Hockenhard, Hörnlesgraben, Raukasten und Sauberg.
  - Zu Seelbach die Dörfer Seelbach und Steinbach, Weiler und Schloss Dautenstein, der Weiler Omersbach, die Zinken Hasenberg, Litschental, Steinbächle (Schönberg), Hof und Haus Tretenhof, die Höfe Haghof, Hubhof und Lenzlisberg.
  - Zu Wittelbach das Dorf Wittelbach und die Höfe Bergseppenhof und Wolfersbach.
- Steinach mit den Gemeindeteilen Steinach und Welschensteinach.
  - Zu Steinach das Dorf Steinach, die Weiler Bocksbach, Hinterbach, Lachen, Niederbach, Oberbach, Sarach, Schwenden und Stricker(höfe), der Gemeindeteil Krafzig, der Zinken Einet, die Höfe Bolinsberg (Bellisberg), Dochbach (Mittel, Ober und Unter), Runzengraben und Wanglig und die Wohnplätze Artenberg, Eichlesmatt, Großmatt und Im Leh.
  - Zu Welschensteinach die Dörfer Obertal und Untertal und die Höfe Birlinsbach, Klettner, Langbrunnen und Mühlsbach.
- Willstätt mit den Gemeindeteilen Eckartsweier, Hesselhurst, Legelshurst, Sand und Willstätt.
  - Zu Eckartsweier das Dorf Eckartsweier und das Gehöft Dachshurst.
  - Zu Hesselhurst das Dorf Hesselhurst.
  - Zu Legelshurst das Dorf Legelshurst und der Wohnplatz Bahnstation Legelshurst.
  - Zu Sand die Dörfer Sand und Neusand.
  - Zu Willstätt das Dorf Willstätt und Hof und Haus Ziegelhütten.
- Wolfach mit den Stadtteilen Kinzigtal, Kirnbach und Wolfach.
  - Zu Kinzigtal der Weiler Ackerhof, Weiler und Pfarrei St. Roman, die Zinken Am Steg, Erdlinsbach, Halbmeil, Hinter Heubach, Holzschütte, Ippichen, Oberlangenbach, Vorderheubach, Vorder Langenbach und Vor Leubach, die Höfe Abrahambauer, Alexenhof, Allgeiershof, Auf den Ecken (Benzenhof), Auf der Grub (Severinshof, Schornhof), Bärloch, Bartlebauernhof, Borhoshof, Bühlerhof, Erlenbauer (Vor Schiltersbach), Erzwäsche, Faissthof (Schmidtbauernhof), Ferdishof, Forstknechtshof, Fußbauernhof, Grafenhof, Gregorsbauer, Harterhof, Hasenbauer, Hasenhof, Henzlehof, Hetzelhof, Hoberleshof, Horbenhof, In den Ruxen, Jakobsbauer, Jungbauernhof, Käppelehof, Kernhof, Klausenbauernhof (Vor Ippichen), Klausenhansenhof (Romeshof), Lindenbauernhof, Löchlehof, Messmerhof, Metzgerbauer, Mühlehof, Mühlstein, Ober Gebelehof, Oberschulershof, Schillingerhof (Ippichen), Schillingerhof (Übelbach), Schmelzleberg, Schornshof, Schwarzbauer, Serrerhof, Spinnershof, Staufenhof, Stefansbauer, Stegbauer, Steighof, Thesenbauer, Übelwasen (Alexenhof), Unterschulershof, Vollmershof, Vorderbauer, Waideleshof, Wirtshof (St. Roman) und Wirtshof (Vorder Langenbach), Hof und Haus Vor Sulzbach und die Wohnplätze An der Schmelzlebrücke, Biesle, Dörfle, Eichberg, Forsthaus, Haldenburger, Holzlege, Im Lehen, In den Erlen, Insel, Jehlebasche, Leibenberg, Rappenstein, Sargenberg, Schneiderrain, Steighaus, Sulzbächle, Trillen, Waldweber und Windenrain.
  - Zu Kirnbach Zinken und Pfarrei Obertal-Grafenloch, die Zinken Obertal, Obertal-Rotsal (Rotsel) und Untertal, die Höfe Am Berg (Müllershof), Auf der Grub, Berghansenhof, Häberleshof (Am Bühl), Kreuzhof, Liefersberg, Morgend und Schmittehof und die Wohnplätze Auf der Eck, Moosenmättle, Schanzhäusle, Schmittegrund, Stelzersbach und Waldhäuser (Am Moosenwald).
  - Zu Wolfach die Stadt Wolfach und die Weiler Happach oder Hapbach, Schiltersbach, Vor Kirnbach und Vor Langenbach.
- Zell am Harmersbach mit den Stadtteilen Oberentersbach, Unterentersbach, Unterharmersbach und Zell am Harmersbach.
  - Zu Oberentersbach die Zinken Mürrenbach, Obertal und Untertal und die Höfe Buchen (Buchhöfe), Eckerhof, Langgraben und Stricker(höfe).
  - Zu Unterentersbach das Dorf Unterentersbach, die Weiler Eisensprung und Stöcken, die Höfe Bergdorf, Birkmatten, Espen(höfe), Gröbern, Ladhof, Spitzmühle und die Wohnplätze Bündt und Papierfabrik.
  - Zu Unterharmersbach die Dörfer Birach (mit Steinrücken und Kanalstraße zusammengewachsen) und Grün, die Weiler Buchenwald, Mühlweg (mit Funkenstadt zusammengewachsen) und Steinrücken (mit Birach und Kanalstraße zusammengewachsen), die Zinken Hinterhambach, Hippersbach, Kirnbach und Roth, die Höfe Anhalden, Durben, Eck, Egelfeld, Erbsengrund, Gefäll, Gräbenreute, Herrenholz, Hochstal, Höllhaken, Knobel, Knopfholz, Lehgrund, Schreilegrund und Stockacker und die Wohnplätze Buchenfeld, Funkenstadt (mit Mühlweg zusammengewachsen), Rebhalde, der Ort Vorderhambach und der Stadtteil Kanalstraße (mit Birach und Steinrücken zusammengewachsen).
  - Zu Zell am Harmersbach die Stadt Zell am Harmersbach, die Siedlung Waldsiedlung und die Zinken Lindach und Neuhausen (heute Wohnsiedlung).

## Alphabetische Liste
In Fettschrift erscheinen die Orte, die namengebend für die Gemeinde sind, in Kursivschrift Einzelhäuser, Häusergruppen, Burgen, Schlösser und Höfe. Zusätzliche bestehende kleine Orte nach der Quelle www.leo-bw.de werden dort in aller Regel nicht wie in der Listengrundlage nach Weiler/Siedlung/Wohnplatz usw. differenziert, sondern einheitlich als Wohnplatz klassifiziert, dieser Ortsteiltyp wird hier entsprechend kursiviert übernommen.

### A
- Abrahambauer zu Wolfach
- Achern
- Achert zu Seebach
- Ackerhof zu Wolfach
- Äckerle zu Lauf
- Adamshof zu Hornberg
- Adelbach zu Oberharmersbach
- Adlersbach (Mittlerer Hof) zu Hausach
- Adlersbach (Vorderer Hof) zu Hausach
- Albersbach zu Oberkirch
- Albersbach zu Offenburg
- Alexenhof zu Wolfach
- Allerheiligen zu Oppenau
- Allerheiligensteig zu Lautenbach
- Allgeiershof zu Wolfach
- Allmannsweier zu Schwanau
- Allmend zu Nordrach
- Allmendhöfe zu Mahlberg
- Almendgrund zu Oberharmersbach
- Alsenhof zu Lauf
- Altdorf zu Ettenheim
- Alte Straße zu Gutach (Schwarzwaldbahn)
- Altenheim zu Neuried
- Altenheimer Mühle zu Neuried
- Alter Bader(bauern)hof zu Hornberg
- Altersbach zu Hofstetten
- Altschmatt zu Lautenbach
- Am Bach zu Hornberg
- Am Bach zu Ottenhöfen im Schwarzwald
- Am Bahnhof zu Friesenheim
- Am Berg zu Oppenau
- Am Berg (Müllershof) zu Wolfach
- Am Boxberg zu Oppenau
- Am Bühl zu Durbach
- Am Farn zu Oppenau
- Am Felsen zu Gutach (Schwarzwaldbahn)
- Am Fuchsloch (Am Wald) zu Oppenau
- Am Holiswald zu Oppenau
- Am Horn zu Oppenau
- Am Kalbsbrunnen zu Offenburg
- Am Mühleberg zu Schuttertal
- Am Rain zu Bad Peterstal-Griesbach
- Am Rain zu Durbach
- Am Rain zu Ottenhöfen im Schwarzwald
- Am Rubersbach zu Hornberg
- Am Schrofen zu Bad Peterstal-Griesbach
- Am Steg zu Wolfach
- Am Wald zu Oppenau
- Am weißen Brunnen zu Hofstetten
- Am Wilfeneck zu Oppenau
- Am Zollhaus zu Ettenheim
- Ameisenbühl zu Oppenau
- Amselgrund zu Oberharmersbach
- An der Landstraße zu Ettenheim
- An der Maisachhalde zu Oppenau
- An der Moos zu Durbach
- An der Rheinbrücke zu Schwanau
- An der Schmelzlebrücke zu Wolfach
- An der Steig-Überknie zu Oppenau
- An der Taube zu Oppenau
- Andersbach zu Fischerbach
- Andrealishof zu Hornberg
- Anhalden zu Zell am Harmersbach
- Appenweier
- Artenberg zu Steinach
- Aspich zu Lauf
- Atzenbach zu Ottenhöfen im Schwarzwald
- Au zu Lauf
- Aubach zu Lauf
- Auenheim zu Kehl
- Auenheimer Mühle zu Kehl
- Auf dem Bühl zu Bad Peterstal-Griesbach
- Auf den Ecken (Benzenhof) zu Wolfach
- Auf den Höfen (Untere u. Obere Krafteneck) zu Lauf
- Auf der Au zu Hausach
- Auf der Britsch zu Oppenau
- Auf der Eck zu Sasbachwalden
- Auf der Eck zu Wolfach
- Auf der Grub zu Wolfach
- Auf der Grub (Severinshof, Schornhof) zu Wolfach
- Auf der Gumm zu Hausach
- Auf der Klaus zu Kappelrodeck
- Aufs Deckershof zu Seebach

### B
- Baberast zu Haslach im Kinzigtal
- Bachgraben zu Ortenberg
- Bachmatt zu Sasbachwalden
- Bad Antogast zu Oppenau
- Bad Freyersbach zu Bad Peterstal-Griesbach
- Bad Griesbach zu Bad Peterstal-Griesbach
- Bad Peterstal (Renchtal) zu Bad Peterstal-Griesbach
- Bägoldsbach (Oberer und Unterer) zu Oppenau
- Bahnhof zu Gutach (Schwarzwaldbahn)
- Bahnstation Helmlingen-Muckenschopf zu Rheinau
- Bahnstation Honau zu Kehl
- Bahnstation Legelshurst zu Willstätt
- Bahnstation Niederwasser zu Hornberg
- Bahnstation Orschweier zu Mahlberg
- Bäracker zu Hornberg
- Bärbelsbach zu Bad Peterstal-Griesbach
- Bärenbach zu Mühlenbach
- Bärenbach zu Oppenau
- Bärhag zu Nordrach
- Bärloch zu Wolfach
- Bartlebauernhof zu Wolfach
- Bästenbach (Hinter und Vorder) zu Bad Peterstal-Griesbach
- Battengott zu Oberwolfach
- Bäumlisberg zu Nordrach
- Bechtols(Bächles)berg zu Durbach
- Bei der Hammerschmiede zu Kappelrodeck
- Bei der Kirche zu Schuttertal
- Bei der Kirche zu Oberwolfach
- Beim Antogast zu Oppenau
- Beim Finken zu Oppenau
- Beim Löwen zu Gutach (Schwarzwaldbahn)
- Beim Mattenbauernhof zu Gutach (Schwarzwaldbahn)
- Beim Schloß zu Hohberg
- Beizenbach (Peitschenbach) zu Hornberg
- Bergach zu Gengenbach
- Bergdorf zu Zell am Harmersbach
- Bergeck zu Fischerbach
- Berghansenhof zu Wolfach
- Berghaupten
- Bergle zu Biberach
- Bergle zu Oberkirch
- Bergseppenhof zu Seelbach
- Bergwerk-Siedlung zu Lautenbach
- Bermersbach zu Gengenbach, Gemeindeteil Bermersbach
- Bermersbach zu Gengenbach, Gemeindeteil Schwaibach
- Bernhardshöfe zu Kappelrodeck
- Berntenhof zu Gutach (Schwarzwaldbahn)
- Biberach
- Biereck zu Hofstetten
- Bierpetershof zu Bad Peterstal-Griesbach
- Biesle zu Wolfach
- Billersberg zu Oberharmersbach
- Binzmatte zu Gengenbach
- Birach zu Zell am Harmersbach
- Birkenhöf zu Sasbachwalden
- Birkhof zu Oppenau
- Birkmatten zu Zell am Harmersbach
- Birlinsbach zu Steinach
- Bischenberg zu Sasbachwalden
- Bistrich zu Bad Peterstal-Griesbach
- Blaubronn zu Ottenhöfen im Schwarzwald
- Blaubronn-Zinsel zu Kappelrodeck
- Bleiche zu Offenburg
- Blöchereck zu Ottenhöfen im Schwarzwald
- Blumbach zu Gutach (Schwarzwaldbahn)
- Blumberg zu Sasbach
- Blumjockelesbauerhof zu Hornberg
- Bocksbach zu Steinach
- Bodersweier zu Kehl
- Bohlsbach zu Offenburg
- Bohnertshöfe zu Seebach
- Bolaien zu Oberharmersbach
- Bolinsberg (Bellisberg) zu Steinach
- Bollenbach zu Oppenau
- Bollenbach zu Haslach im Kinzigtal
- Borhoshof zu Wolfach
- Börskritt zu Oppenau
- Bosenstein zu Seebach
- Bottenau zu Oberkirch
- Bottenbach zu Berghaupten
- Brach zu Ottenhöfen im Schwarzwald
- Brandeck zu Durbach
- Brandenhof zu Gengenbach
- Brandmatt zu Sasbachwalden
- Brandrain zu Kappelrodeck
- Braunberg zu Bad Peterstal-Griesbach
- Braunberg zu Lautenbach
- Braunberg zu Oppenau
- Breitebene zu Hofstetten
- Breitenbach zu Hausach
- Breitenberg zu Bad Peterstal-Griesbach
- Breitenbrunnen zu Sasbachwalden
- Breitmatt zu Oppenau
- Breitsod zu Bad Peterstal-Griesbach
- Brendel zu Durbach
- Bromberg zu Ottenhöfen im Schwarzwald
- Bruch zu Biberach
- Bruckfelsen zu Hornberg
- Bruderhöfel zu Lauf
- Brudertal zu Lahr/Schwarzwald
- Brumathisenhof zu Oppenau
- Buchbühl zu Nordrach
- Bucheck zu Oppenau
- Büchelbach zu Sasbachwalden
- Büchen zu Ohlsbach
- Buchen (Buchhöfe) zu Zell am Harmersbach
- Buchenfeld zu Zell am Harmersbach
- Buchenwald zu Zell am Harmersbach
- Buchwald zu Ottenhöfen im Schwarzwald
- Buck zu Gutach (Schwarzwaldbahn)
- Bühl zu Offenburg
- Bühl zu Gutach (Schwarzwaldbahn)
- Bühl zu Schuttertal
- Bühlerhof zu Wolfach
- Bühlerstein zu Gutach (Schwarzwaldbahn)
- Bühlhöfe zu Oppenau
- Bundesbahnhof Schutterwald zu Schutterwald
- Bündt zu Zell am Harmersbach
- Burggraben zu Hohberg
- Burggraben zu Mühlenbach
- Bürkenberg (Schneiderhof) zu Ettenheim
- Buseck zu Oberkirch
- Busterbach zu Seebach
- Butschbach zu Oberkirch

### D
- Dachshurst zu Willstätt
- Dammenmühle zu Lahr/Schwarzwald
- Dantersbach zu Gengenbach
- Darmstädterhütte zu Seebach
- Dautenstein zu Seelbach
- Denninger zu Nordrach
- Dickteich zu Ottenhöfen im Schwarzwald
- Die Ansetze zu Oppenau
- Diebersbach zu Oberkirch
- Dierlisberg zu Haslach im Kinzigtal
- Diersburg zu Hohberg
- Diersheim zu Rheinau
- Dieschenhof zu Hornberg
- Dietental zu Mühlenbach
- Dobel zu Schuttertal
- Dochbach (Mittel, Ober und Unter) zu Steinach
- Dollenberg (Wüsteneck) zu Bad Peterstal-Griesbach
- Dörfle zu Biberach
- Dörfle zu Wolfach
- Dörlinbachergrund zu Ettenheim
- Dünberg zu Durbach
- Dundenheim zu Neuried
- Dundenheimer Mühle zu Neuried
- Durbach
- Durben zu Oberharmersbach
- Durben zu Zell am Harmersbach
- Durenbach zu Schuttertal

### E
- Ebersbach zu Gutach (Schwarzwaldbahn)
- Ebersweier zu Durbach
- Ebersweier zu Ohlsbach
- Eck zu Zell am Harmersbach
- Eckartsweier zu Willstätt
- Eckelshalde oder Häselshof zu Kappelrodeck
- Eckenbauernhof (Kammerers Winterecke) zu Hornberg
- Eckenberg zu Oberkirch
- Eckenfels (Ober und Unter) zu Oppenau
- Eckenstein zu Oppenau
- Eckerhof zu Zell am Harmersbach
- Eckle zu Gutach (Schwarzwaldbahn)
- Eckle zu Oberharmersbach
- Eckle zu Schuttertal
- Edelfrauengrab zu Ottenhöfen im Schwarzwald
- Egelfeld zu Zell am Harmersbach
- Ehrenbächle zu Oppenau
- Eichberg zu Wolfach
- Eichberg (z. T. zu Lahr/Schwarzwald)
- Eichberg (z. T. zu Seelbach)
- Eichelbach zu Oppenau
- Eichgarten zu Lahr/Schwarzwald
- Eichhalde zu Mühlenbach
- Eichlesmatt zu Steinach
- Einach zu Gengenbach
- Einbach (Vorder- und Hintertal) zu Hausach
- Einet zu Steinach
- Einzelwohnhaus zu Neuried
- Eisenhof zu Seelbach
- Eisensprung zu Zell am Harmersbach
- Elektrizitätswerk zu Lautenbach
- Elektrizitätswerk zu Schwanau
- Elgersweier zu Offenburg
- Ellengrund zu Fischerbach
- Elmlisgraben zu Fischerbach
- Emersbach zu Biberach
- Emersbach (z. T. zu Biberach)
- Engelberg zu Oberharmersbach
- Engengraben zu Gutach (Schwarzwaldbahn)
- Epplinsberg zu Fischerbach
- Erb zu Kappelrodeck
- Erbsengrund zu Zell am Harmersbach
- Erdlinsbach zu Wolfach
- Ergenbach zu Hornberg
- Ergersbach zu Durbach
- Erlach zu Renchen
- Erlen zu Oppenau
- Erlenbad mit Kloster und Sanatorium Marienheim zu Sasbach
- Erlenbauer (Vor Schiltersbach) zu Wolfach
- Erlenteich zu Oppenau
- Erlets zu Hausach
- Ernethof zu Lahr/Schwarzwald
- Ernsbach zu Nordrach
- Erzbach zu Biberach
- Erzenbach zu Oberwolfach
- Erzwäsche zu Wolfach
- Eschau zu Fischerbach
- Eschbach zu Fischerbach
- Espen(höfe) zu Zell am Harmersbach
- Ettenheim
- Ettenheimweiler zu Ettenheim

### F
- Faissthof (Schmidtbauernhof) zu Wolfach
- Fannis zu Mühlenbach
- Fautenbach zu Achern
- Feimeck zu Oppenau
- Ferdishof zu Wolfach
- Fessenbach zu Offenburg
- Fiegenbach zu Oberkirch
- Filderbach zu Oppenau
- Filderbach zu Oppenau
- Filderhart (Hinterer und Vorderer) zu Oppenau
- Fischerbach
- Flachenberg zu Mühlenbach
- Flacken zu Nordrach
- Flüchtlingshilfswerk zu Lahr/Schwarzwald
- Fohren zu Schuttertal
- Fohrenbühl zu Hornberg
- Forsthaus zu Wolfach
- Forsthaus im Herrschaftswald zu Lautenbach
- Forstknechtshof zu Wolfach
- Freiamt zu Kappelrodeck
- Freistett zu Rheinau
- Frickenberg zu Oberharmersbach
- Friesenheim
- Frohnau zu Hausach
- Frohnbach zu Oberwolfach
- Frombach zu Hornberg
- Frombachbauernhof zu Hornberg
- Fröschbach zu Biberach
- Froschhof zu Oberkirch
- Fröschlach zu Ortenberg
- Fuchsmühle zu Ettenheim
- Funkenstadt zu Zell am Harmersbach
- Furschenbach zu Ottenhöfen im Schwarzwald
- Fürsteneck zu Oberkirch
- Fußbach zu Gengenbach[4]
- Fußbauernhof zu Wolfach
- Fußbühl zu Oberharmersbach

### G
- Gaisbach zu Oberkirch
- Gaisberg zu Hornberg
- Gaisbürde (Ebishöfe) zu Haslach im Kinzigtal
- Gaishut zu Gengenbach
- Gamshurst zu Achern
- Ganseck zu Kappelrodeck
- Gantersgrund zu Oppenau
- Gebirg zu Durbach
- Gechbach zu Hausach
- Gefäll zu Zell am Harmersbach
- Gehrengraben-Rötel zu Lauf
- Gehrenhöfe zu Gengenbach
- Geisberg zu Durbach
- Geisdörfle zu Seebach
- Gelbach zu Oberwolfach
- Gengenbach
- Gereut zu Lahr/Schwarzwald
- Geroldseck im Schloßberg zu Seelbach
- Giedensbach zu Oberkirch
- Gieringerloch zu Bad Peterstal-Griesbach
- Giesenhof (Vorderer) zu Lahr/Schwarzwald
- Glashütte zu Lauf
- Glasträger zu Hornberg
- Gnad(hof) zu Oberkirch
- Goldscheuer zu Kehl
- Gorgisenberg zu Oberharmersbach
- Gottschläg zu Ottenhöfen im Schwarzwald
- Götzengut zu Hornberg
- Grabengründle zu Oberharmersbach
- Gräbenreute zu Zell am Harmersbach
- Grafenberg zu Nordrach
- Grafenhausen zu Kappel-Grafenhausen
- Grafenhof zu Wolfach
- Grangat zu Oberwolfach
- Gregorsbauer zu Wolfach
- Grieseneck zu Sasbachwalden
- Grieshaberhof (Sulzbach) zu Hausach
- Griesheim zu Offenburg
- Grimmersbach zu Oberkirch
- Grimmerswald zu Seebach
- Grimmes zu Lauf
- Grit zu Haslach im Kinzigtal
- Grobe (Groppenkopf) zu Lauf
- Gröbern zu Zell am Harmersbach
- Grommel zu Oberharmersbach
- Großer Deich (Schleusenwerk) zu Offenburg
- Großmatt zu Steinach
- Großschanzenberg zu Hornberg
- Großweier zu Achern
- Grub zu Mühlenbach
- Grub zu Oberkirch
- Grün zu Zell am Harmersbach
- Grünach zu Oberwolfach
- Grünberg zu Oberkirch
- Grund zu Hornberg, Gemeindeteil Niederwasser
- Grund zu Hornberg, Gemeindeteil Reichenbach
- Gründle zu Oberkirch
- Gründlebauer im Offenbach zu Hornberg
- Grünsberg zu Ottenhöfen im Schwarzwald
- Grünwinkel zu Lauf
- Gürtenau zu Mühlenbach
- Gutach (Schwarzwaldbahn)

### H
- Häberleshof (Am Bühl) zu Wolfach
- Habersberg zu Fischerbach
- Hagenbach (Ziegelwerk) zu Offenburg
- Hagenbach-Berg zu Oberharmersbach
- Hagenberg zu Sasbachwalden
- Hagenberg zu Kappelrodeck
- Hagenbruck zu Ottenhöfen im Schwarzwald
- Hagenbuch zu Hausach
- Haghof zu Seelbach
- Hagsbach zu Mühlenbach
- Haigerach zu Gengenbach
- Halbgütle zu Durbach
- Halbmeil zu Wolfach
- Häldele zu Oberharmersbach
- Halden zu Hofstetten
- Haldenburger zu Wolfach
- Halleckle zu Oppenau
- Hallen zu Schuttertal
- Haltenrain zu Lauf
- Hanselbach zu Oberkirch
- Happach zu Oberwolfach
- Happach oder Hapbach zu Wolfach
- Hard zu Lauf
- Hark zu Oberharmersbach
- Harmer(n)sbach zu Schuttertal
- Harmersbächle zu Seelbach
- Harterhof zu Wolfach
- Häselhof zu Kappelrodeck
- Häselshof oder Eckelshalde zu Kappelrodeck
- Hasenbauer zu Wolfach
- Hasenberg zu Nordrach
- Hasenberg zu Seelbach
- Hasenbühl zu Kippenheim
- Hasengrund zu Offenburg
- Hasenhof zu Wolfach
- Hasenhof im Frombach zu Hornberg
- Hasenhof im Schwanenbach zu Hornberg
- Hasensteig (Steigheiler, Steigloch) zu Hornberg
- Haslach zu Oberkirch
- Haslach im Kinzigtal
- Hatsbach zu Durbach
- Haubach zu Biberach
- Hausach
- Hausach-Dorf zu Hausach
- Hauserbach zu Hausach
- Hausgereut zu Rheinau
- Hechelgraben zu Schuttertal
- Hechstberg zu Hausach
- Hechstberg zu Hausach
- Heidenacker zu Oppenau
- Heidenbach zu Ottenhöfen im Schwarzwald
- Heidenbühl zu Bad Peterstal-Griesbach
- Heidenhöfe zu Kappelrodeck
- Heilerhof zu Hornberg
- Heiligenreute zu Berghaupten
- Heiligenzell zu Friesenheim
- Heimbach zu Durbach
- Heizenberg zu Haslach im Kinzigtal
- Heizmannshof (Heizemehof) zu Hornberg
- Helgenbühl zu Nordrach
- Helmlingen zu Rheinau
- Hengstbach zu Oberkirch
- Henzlehof zu Wolfach
- Herbstkopf zu Oberkirch
- Herlisries zu Oppenau
- Hermannswald zu Durbach
- Hermersberg zu Oberharmersbach
- Herrenbach zu Gutach (Schwarzwaldbahn)
- Herrengarten zu Gutach (Schwarzwaldbahn)
- Herrenholz zu Zell am Harmersbach
- Herztal zu Oberkirch
- Hespengrund zu Durbach
- Hesselbach zu Oberkirch
- Hesselhurst zu Willstätt
- Hessenberg zu Schuttertal
- Hetzelhof zu Wolfach
- Heuberg (Ober und Unter) zu Oberkirch
- Heugraben zu Nordrach
- Hexenmühle (Deckersche Mühle) zu Hohberg
- Hilsbach zu Durbach
- Himmelreich zu Hornberg
- Hinter Hauenstein zu Hornberg
- Hinter Heubach zu Wolfach
- Hinterbach zu Steinach
- Hinterbauernhof zu Hornberg
- Hinterberg zu Bad Peterstal-Griesbach
- Hinterbutzenberg zu Fischerbach
- Hinterer Geisberg zu Schuttertal
- Hinterer Mosenberg zu Hornberg
- Hinterfreiersbach zu Bad Peterstal-Griesbach
- Hintergrund zu Mühlenbach
- Hinterhambach zu Zell am Harmersbach
- Hinter-Ibach zu Oppenau
- Hinterohlsbach zu Ohlsbach
- Hinterseebach zu Seebach
- Hinterspring zu Bad Peterstal-Griesbach
- Hintertal zu Ettenheim
- Hintertal zu Fischerbach
- Hippersbach zu Zell am Harmersbach
- Hirlinsgrund zu Fischerbach
- Hirzenberg zu Nordrach
- Hirzig(hof) zu Oppenau
- Hirzighof zu Bad Peterstal-Griesbach
- Ho(c)hmunde zu Hofstetten
- Hoberleshof zu Wolfach
- Hochebene zu Oppenau
- Hochstal zu Zell am Harmersbach
- Hockenhard zu Seelbach
- Hockkopf zu Oberkirch
- Hof zu Schuttertal
- Hofbauernhof zu Hornberg
- Höfen zu Schutterwald
- Höfen (z. T. zur Gemarkung Dörlinbach)
- Höfen (z. T. zur Gemarkung Schuttertal)
- Hofererleshalde zu Oppenau
- Hoferers Dobel zu Lautenbach
- Höfle zu Oppenau
- Hofstetten
- Hofweier oder Hohberg zu Hohberg
- Hohberg zu Lahr/Schwarzwald
- Hohbruck zu Oppenau
- Hohbühn zu Rheinau
- Hohenberg zu Durbach
- Hohenrain zu Lautenbach
- Hohenrain zu Durbach
- Hohenstich zu Sasbachwalden
- Hohgrund zu Gengenbach
- Hohlengrund zu Oppenau
- Hohlengrundbauernhof zu Hausach
- Hohnhurst zu Kehl
- Hohritt zu Sasbachwalden
- Hohstein zu Schuttertal
- Hohweg zu Gutach (Schwarzwaldbahn)
- Hohwegschule zu Gutach (Schwarzwaldbahn)
- Hohwiel zu Gutach (Schwarzwaldbahn)
- Holderbrünnle zu Ottenhöfen im Schwarzwald
- Holdergund zu Hornberg
- Holderhof zu Hornberg
- Holdersbach zu Oberharmersbach
- Holdersberg zu Oberkirch
- Holdersgrund zu Bad Peterstal-Griesbach
- Holderskopf zu Bad Peterstal-Griesbach
- Holiswald zu Oppenau
- Höllhaken zu Zell am Harmersbach
- Höllhof zu Oberkirch
- Höllhof zu Gengenbach
- Holzberg zu Fischerbach
- Holzhack zu Oberharmersbach
- Holzhau zu Bad Peterstal-Griesbach
- Holzhausen zu Rheinau
- Holzhütte zu Lauf
- Hölzleberg zu Durbach
- Holzlege zu Wolfach
- Holzmühle zu Ettenheim
- Holzplatz zu Oppenau
- Holzschütte zu Wolfach
- Holzwarenfabrik zu Kippenheim
- Honau zu Rheinau
- Horbenhof zu Wolfach
- Hörchenberg zu Sasbachwalden
- Hornberg
- Hornenberg zu Lauf
- Hörnlesgraben zu Seelbach
- Horzbauernhof zu Hornberg
- Hub zu Schuttertal, Gemeindeteil Dörlinbach
- Hub zu Schuttertal, Gemeindeteil Schweighausen
- Hub (mit Hinterdorf) zu Oberharmersbach
- Hubacker zu Lautenbach
- Hubershof zu Seebach
- Hubersloch zu Ottenhöfen im Schwarzwald
- Hubhof zu Seelbach
- Hubneck zu Oberkirch
- Hugenhöfe zu Oppenau
- Hugsweier zu Lahr/Schwarzwald
- Hummerswald zu Oberkirch
- Hundsbosch zu Sasbach
- Hurschenacker zu Sasbachwalden
- Hutmacherdobel(-loch) zu Nordrach
- Hüttersbach zu Gengenbach
- Huttneckhof zu Oppenau

### I
- Ibach zu Oppenau
- Iberg zu Kappelrodeck
- Ichenheim zu Neuried
- Igelloch zu Hornberg
- Illenau zu Achern
- Illenbach zu Achern
- Illenbach zu Sasbach
- Illenbach zu Sasbachwalden
- Illengrund zu Sasbachwalden
- Illental zu Appenweier
- Imberg oder Hirziglenzenberg zu Bad Peterstal-Griesbach
- Im Birket zu Oppenau
- Im Eichelbach zu Oppenau
- Im Gottwald zu Offenburg
- Im Grund zu Bad Peterstal-Griesbach
- Im Gründle (Gründlebauer) zu Hornberg
- Im Guckinsdorf zu Oppenau
- Im Holchen zu Bad Peterstal-Griesbach
- Im Krämerstal zu Lahr/Schwarzwald
- Im Leh zu Steinach
- Im Lehen zu Wolfach
- Im Löchle zu Bad Peterstal-Griesbach
- Im Mülben zu Bad Peterstal-Griesbach
- Im Nordwasser zu Oppenau
- Im Palm(en)spring zu Bad Peterstal-Griesbach
- Im Rußdobel zu Oppenau
- Im Seebächle zu Bad Peterstal-Griesbach
- Im Weiler (Unterweiler) zu Durbach
- Immersbach zu Durbach
- In den Erlen zu Wolfach
- In den Gassen zu Bad Peterstal-Griesbach
- In den Höfen zu Ottenhöfen im Schwarzwald
- In den Höfen zu Sasbachwalden
- In den Höfen zu Oppenau
- In den Mauern zu Bad Peterstal-Griesbach
- In den Ruxen zu Wolfach
- In der Höll zu Oppenau
- In der Höll zu Schuttertal
- In der Rot zu Oberkirch
- In Riersbach zu Oberharmersbach
- In Waltersbach zu Oberharmersbach
- In Wickersbach zu Oberharmersbach
- Insel zu Gutach (Schwarzwaldbahn)
- Insel zu Wolfach
- Ippichen zu Wolfach

### J
- Jakobsbauer zu Wolfach
- Jauschbach zu Oberharmersbach
- Jedensbach zu Oberharmersbach
- Jehlebasche zu Wolfach
- Jungbauernhof zu Wolfach
- Junkerwald zu Lauf

### K
- Kachelberg zu Biberach
- Käfersberg zu Ortenberg
- Kaier zu Renchen
- Kaltenhof zu Oberkirch
- Kambach zu Schuttertal
- Kammerhof zu Lauf
- Kammersbrunn zu Sasbach
- Kanalstraße zu Zell am Harmersbach
- Kappel zu Kappel-Grafenhausen
- Kappelberg zu Sasbachwalden
- Käppelehof zu Wolfach
- Kappelrodeck
- Karfunkelstadt zu Fischerbach
- Kasselberg zu Durbach
- Katzenstein zu Sasbachwalden
- Katzenweilerhof zu Schuttertal
- Kehl
- Kenzengut zu Hornberg
- Kernenhof zu Oberkirch
- Kernhof zu Wolfach
- Kienzlerhof zu Haslach im Kinzigtal
- Kieswerk zu Offenburg
- Kippenheim
- Kippenheimweiler zu Lahr/Schwarzwald
- Kirchberg zu Bad Peterstal-Griesbach, Gemeindeteil Bad Griesbach
- Kirchberg zu Bad Peterstal-Griesbach, Gemeindeteil Bad Peterstal (Renchtal)
- Kirchloch zu Bad Peterstal-Griesbach
- Kirnbach zu Zell am Harmersbach
- Kirschenberg zu Sasbachwalden
- Kittersburg zu Kehl
- Kittersburger Mühle zu Kehl
- Klausenbauernhof (Vor Ippichen) zu Wolfach
- Klausenhansenhof (Romeshof) zu Wolfach
- Kleine Steig zu Oppenau
- Kleinschanzenberg zu Hornberg
- Klepperhöfe zu Sasbach
- Klettner zu Steinach
- Kluse zu Hausach
- Knappenhöfen zu Seebach
- Knobel zu Zell am Harmersbach
- Knopfholz zu Zell am Harmersbach
- Köbelesberg zu Oberkirch
- Kohlberg zu Nordrach
- Kohlstatt zu Appenweier
- Kohlstatt zu Ottenhöfen im Schwarzwald
- Kolbenhalt zu Renchen
- Kopfsgarten zu Lauf
- Koppenhöfen zu Seebach
- Korberg zu Oberkirch
- Kork zu Kehl
- Korker Mühle zu Kehl
- Kostbach (Ober und Unter) zu Hornberg
- Kostberg zu Fischerbach
- Kostspring zu Bad Peterstal-Griesbach
- Krafzig zu Steinach
- Krähenstein zu Oberharmersbach
- Kräher zu Hornberg
- Krebsenbach zu Durbach
- Kreisstraße zu Schuttertal
- Kreuzhof zu Wolfach
- Kreuzschlag zu Offenburg
- Kriendle zu Schuttertal
- Krochte (Ober u. Unter) zu Oberharmersbach
- Kronenhof zu Kehl
- Kuchelloch zu Hornberg
- Kucherbach(erhof) zu Hornberg
- Kuhbach zu Lahr/Schwarzwald
- Kuhbach zu Oppenau
- Kuhbühl zu Oppenau
- Kuhläger zu Berghaupten
- Kühlmorgen zu Nordrach
- Kumbachhof zu Hornberg
- Kunzenbach zu Hornberg
- Kurzbach zu Hausach
- Kürzell zu Meißenheim
- Kurzenbach zu Oberwolfach
- Kutt (Oberbärenbach) zu Oppenau
- Kuttelrain zu Nordrach

### L
- Lachen zu Steinach
- Lachen zu Hofstetten
- Ladhof zu Zell am Harmersbach
- Lahr zu Lahr/Schwarzwald
- Laibach zu Oberkirch
- Lammhöfe zu Kappelrodeck
- Landeck zu Oberwolfach
- Langbrunnen zu Steinach
- Langeck zu Lahr/Schwarzwald
- Langeck zu Ottenhöfen im Schwarzwald
- Langenbach (Ober) zu Hornberg
- Langenbach (Unter) zu Hornberg
- Langenbachhof zu Oppenau
- Langenberg zu Oberharmersbach
- Langenberg zu Kappelrodeck
- Langenhard zu Lahr/Schwarzwald
- Langenwinkel zu Lahr/Schwarzwald
- Langgraben zu Zell am Harmersbach
- Langhard zu Oberharmersbach
- Langhärdle zu Oberharmersbach
- Langhurst zu Schutterwald
- Laubenlindle zu Offenburg
- Lauenbach zu Ottenhöfen im Schwarzwald
- Lauf
- Laulisgraben zu Schuttertal
- Lautenbach zu Durbach
- Lautenbach zu Ettenheim
- Lautenbach
- Lautenbächle zu Lauf
- Legelsau zu Seebach
- Legelshurst zu Willstätt
- Lehgrund zu Zell am Harmersbach
- Lehmannshof zu Hornberg
- Lehwaldhof zu Oppenau
- Leibenberg zu Wolfach
- Leimen zu Gutach (Schwarzwaldbahn)
- Lenzlisberg zu Seelbach
- Lerchenlochhof zu Oberkirch
- Leutesheim zu Kehl
- Leutesheimer Mühle zu Kehl
- Lichtersgrund zu Nordrach
- Lieberatsberg zu Schuttertal
- Liefersberg zu Wolfach
- Lierenbach zu Sasbachwalden
- Limbacherhof zu Hausach
- Limrain zu Oberharmersbach
- Lindach zu Nordrach
- Lindach zu Zell am Harmersbach
- Linden(Hahnen)dobel zu Hornberg
- Lindenbauernhof zu Wolfach
- Lindendobel zu Hornberg
- Lindenhof (oder Lindenhaus) zu Sasbach
- Lindenstraße zu Berghaupten
- Linker Sulzbach zu Gutach (Schwarzwaldbahn)
- Linx zu Rheinau
- Litschental zu Seelbach
- Litzloch zu Achern
- Löcherberg zu Oberharmersbach
- Löcherberg (Beim Pflug) zu Oppenau
- Löcherberg (Beim Schulhaus) zu Oppenau
- Löcherberg-Tal zu Oppenau
- Lochhof zu Lauf
- Löchle zu Oberkirch
- Löchle(hof) zu Oppenau
- Löchlehof zu Wolfach
- Lochwald zu Lauf
- Loh zu Schuttertal
- Löhle zu Ettenheim
- Lottereck zu Bad Peterstal-Griesbach

### M
- Mahlberg
- Mahlengrund zu Oppenau
- Mahlengrund zu Durbach
- Maierhof zu Hornberg
- Maisach zu Oppenau
- Maisenbühl zu Oberkirch
- Maisenhalder (Schucks)hof zu Offenburg
- Maisental zu Seebach
- Maiwald zu Renchen
- Malg(Malch)hurst zu Achern
- Marienhof zu Hohberg
- Markteich zu Seebach
- Marlen zu Kehl
- Martinshöfe zu Hausach
- Matte zu Oppenau
- Mattenmühle zu Hofstetten
- Mattenmühle zu Kappelrodeck
- Matzenhöf zu Lauf
- Mausloch zu Gutach (Schwarzwaldbahn)
- Meierhof zu Hohberg
- Meisengrund zu Ohlsbach
- Meißenheim
- Memprechtshofen zu Rheinau
- Merkenbach zu Nordrach
- Messmerhof zu Wolfach
- Metzgerbauer zu Wolfach
- Michelbach zu Nordrach
- Michelbronn zu Schuttertal
- Mietersheim zu Lahr/Schwarzwald
- Mißlinke zu Oberharmersbach
- Mittelbach zu Gengenbach
- Mittelbuch zu Achern
- Mittelmühle zu Ettenheim
- Mittelmühle zu Kippenheim
- Mitteltal zu Fischerbach
- Mitteltal zu Oberwolfach
- Mittenweiler zu Hofstetten
- Molkensumpf zu Hohberg
- Moosbach zu Nordrach
- Mooshansengut zu Hornberg
- Mooshof zu Gengenbach
- Mooshof zu Hornberg
- Mooshof zu Oberkirch
- Moosmatte zu Nordrach
- Mooswald zu Hornberg
- Morgend zu Wolfach
- Mösbach zu Achern
- Mosenmättle zu Wolfach
- Mühlberg zu Lauf
- Mühle zu Neuried
- Mühlehof zu Wolfach
- Mühleloch zu Oppenau
- Mühlenbach
- Mühlhalde zu Schuttertal
- Mühlsbach zu Steinach
- Mühlstein zu Nordrach
- Mühlstein zu Wolfach
- Mühlweg zu Zell am Harmersbach
- Mühlweg zu Schuttertal
- Müllen zu Neuried
- Müllen zu Oberkirch (Ortsteile Nußbach und Zusenhofen)
- Müllerbauernhof (Müllereck) zu Oppenau
- Mummelsee zu Seebach
- Münchweier zu Ettenheim
- Murberg zu Sasbachwalden
- Mürrenbach zu Zell am Harmersbach
- Muttert zu Ottenhöfen im Schwarzwald

### N
- Nachtwaid zu Durbach
- Nesselried zu Appenweier
- Neuberg(erhof) zu Oberkirch
- Neudorf zu Gutach (Schwarzwaldbahn)
- Neuer Baderhof zu Hornberg
- Neuhausen zu Zell am Harmersbach
- Neuhausen zu Berghaupten
- Neuhäuserhof zu Schuttertal
- Neumühl zu Kehl
- Neusand zu Willstätt
- Niederbach zu Steinach
- Niederhofen zu Lauf
- Niederlehen zu Oberkirch
- Niedermättle zu Oppenau
- Niederschopfheim zu Hohberg
- Niederwasser zu Hornberg
- Nill(höfe) zu Fischerbach
- Nockenbauer(nhof) zu Oppenau
- Nonnenweier zu Schwanau
- Nordrach
- Nordrach-Kolonie ehemals Nordrach Fabrik zu Nordrach
- Nothalde zu Ohlsbach
- Nußbach zu Oberkirch

### O
- Ob der Kirche zu Gutach (Schwarzwaldbahn)
- Ober Gebelehof zu Wolfach
- Ober Niedergießhof zu Hornberg
- Ober Reichenbach zu Hornberg
- Oberachern zu Achern
- Oberbach zu Steinach
- Oberberg zu Kappelrodeck
- Oberbüchern zu Mühlenbach
- Oberdorf zu Oberkirch
- Oberdorf zu Schuttertal
- Obere Feimeck zu Bad Peterstal-Griesbach
- Oberer Durenbach zu Schuttertal
- Oberer Hof (Sulzbach) zu Hausach
- Oberer Kammerhof (Kammerers Sommerecke) zu Hornberg
- Oberer Langert zu Sasbachwalden
- Oberer Neuenbach zu Hausach
- Oberer Prinschbach zu Schuttertal
- Oberfall zu Hornberg
- Obergeistacker zu Fischerbach
- Obergießhof zu Hornberg
- Oberharmersbach
- Oberhippensbach zu Hornberg
- Oberhof zu Lautenbach
- Oberkambach zu Schuttertal
- Oberkirch
- Oberlangenbach zu Wolfach
- Obermühle zu Kippenheim
- Oberrechtgraben zu Fischerbach
- Oberrein zu Schuttertal
- Ober-Rüstenbach zu Lautenbach
- Obersasbach zu Sasbach
- Oberschopfheim zu Friesenheim
- Oberschulershof zu Wolfach
- Oberspring zu Durbach
- Obersteig zu Schuttertal
- Obersteighof (Obersteigbauer) zu Hornberg
- Obertal zu Durbach
- Obertal zu Schuttertal
- Obertal zu Steinach
- Obertal zu Wolfach
- Obertal zu Zell am Harmersbach
- Obertal zu Biberach
- Obertal zu Oberwolfach
- Obertal-Grafenloch zu Wolfach
- Obertal-Rotsal (Rotsel) zu Wolfach
- Oberweier zu Friesenheim
- Oberweiler zu Durbach
- Odelshofen zu Kehl
- Ödsbach zu Oberkirch
- Offenbach zu Hornberg
- Offenbach zu Hornberg, Gemeindeteil Reichenbach
- Offenburg
- Ohlsbach
- Ölergütle zu Hornberg
- Omersbach zu Seelbach
- Önsbach zu Achern
- Oppenau
- Orschweier zu Mahlberg
- Ortenberg
- Osterbach zu Hausach
- Ötsch zu Oberkirch
- Otschenbauernhof (Otschenfeld) zu Oppenau
- Otschenfeld zu Lautenbach
- Ottenbach zu Oberharmersbach
- Ottenberg zu Kappelrodeck
- Ottenheim zu Schwanau
- Ottenhöfen im Schwarzwald
- Ottenweierhof zu Neuried

### P
- Papierfabrik zu Zell am Harmersbach
- Paradies zu Bad Peterstal-Griesbach
- Pechloch zu Hornberg
- Pelzbühl zu Hornberg
- Pfaffenbach zu Gengenbach
- Pfaffenbach zu Gutach (Schwarzwaldbahn)
- Pfaffenbach zu Kappelrodeck
- Pfaus zu Mühlenbach
- Pfingstberg zu Schuttertal
- Poche zu Lahr/Schwarzwald
- Poppen zu Lauf
- Presteneck zu Lauf
- Pumpwerk zu Offenburg

### Q
- Querbach zu Kehl

### R
- Rammersweier zu Offenburg
- Ramsbach zu Gutach (Schwarzwaldbahn)
- Ramsbach zu Oppenau
- Ramsbächle zu Oppenau
- Rank zu Oberkirch
- Rankach zu Oberwolfach
- Rappengrund zu Hornberg
- Rappenstein zu Wolfach
- Raukasten zu Seelbach
- Rautsch zu Hausach
- Rautschhof zu Nordrach
- Rebberg zu Seelbach
- Rebberg zu Biberach
- Rebberg zu Gutach (Schwarzwaldbahn)
- Rebhalde zu Biberach
- Rebhalde zu Zell am Harmersbach
- Rechter Sulzbach zu Gutach (Schwarzwaldbahn)
- Regelsbach zu Schuttertal
- Reichenbach zu Gengenbach
- Reichenbach zu Lahr/Schwarzwald
- Reichensteinerhof zu Hornberg
- Reiersbach zu Renchen
- Reiherwald zu Biberach
- Renchen
- Renner zu Hornberg
- Reutegut zu Nordrach
- Reutengrund zu Hausach
- Rheinbischofsheim zu Rheinau
- Rheinwärterhaus zu Neuried
- Rheinwärterhaus zu Rheinau
- Rheinwärterhaus (Marlen) zu Kehl
- Rieberhof zu Lauf
- Riedle zu Offenburg
- Riedmühle zu Ettenheim
- Riedmühle zu Friesenheim
- Riersbach Dörfle zu Oberharmersbach
- Riesenbach zu Gutach (Schwarzwaldbahn)
- Rießhof zu Offenburg
- Ringelbach zu Oberkirch
- Ringsheim
- Rinkenhof zu Oppenau
- Rinkhald(e) zu Oppenau
- Ritterberg zu Durbach
- Rittergut zu Durbach
- Rodeck zu Kappelrodeck
- Rohrbach zu Oberkirch
- Rohrburg(er Mühle) zu Neuried
- Rohrenbach zu Bad Peterstal-Griesbach
- Rohrenbauernhof zu Hornberg
- Rollwasen zu Oppenau
- Roß (Roos) zu Ottenhöfen im Schwarzwald
- Rossbach zu Oberharmersbach
- Rötenbach zu Hornberg
- Rotenbach(hof) zu Oppenau
- Rötenbauernhof zu Hornberg
- Rotengaß zu Oberkirch
- Roth zu Zell am Harmersbach
- Rothof zu Renchen
- Rottelshalt zu Oberkirch
- Rudersbach zu Oppenau
- Rufenbauernhof zu Schuttertal
- Ruh(Rau)bühl zu Schuttertal
- Ruhbühl zu Hohberg
- Ruhl zu Schuttertal
- Rühlsbach zu Nordrach
- Rumlersfeld zu Achern
- Runzengraben zu Steinach
- Rust
- Rütihof zu Offenburg

### S
- Saalengrund zu Oberkirch
- Sägbronnen zu Hornberg
- Säge zu Gutach (Schwarzwaldbahn)
- Säge(bauern)hof zu Hornberg
- Sägerreute zu Ettenheim
- Sägewerk zu Hornberg
- Sägmühle zu Ettenheim
- Sägmühle zu Gengenbach
- Salmensbach zu Hofstetten
- Sand zu Willstätt
- Sandweg zu Sasbachwalden
- Sarach zu Steinach
- Sargenberg zu Wolfach
- Sasbach
- Sasbachried zu Achern
- Sasbachwalden
- Sauberg zu Seelbach
- Saumerhöfe zu Gutach (Schwarzwaldbahn)
- Schafhof (Auf der Eck) zu Oberkirch
- Schanzhäusle zu Wolfach
- Scheiben zu Hornberg
- Schelzberg zu Sasbachwalden
- Schembach (Ober und Unter) zu Hornberg
- Schenkenbauernhof zu Hornberg
- Scherzenteich zu Seebach
- Scheuerhof zu Kappelrodeck
- Scheuermatt zu Oberkirch
- Scheuren zu Hausach
- Schiedenberg zu Fischerbach
- Schillingerhof (Ippichen) zu Wolfach
- Schillingerhof (Übelbach) zu Wolfach
- Schiltersbach zu Wolfach
- Schindelhöfe zu Lahr/Schwarzwald
- Schindleloch zu Hornberg
- Schlatten zu Oberkirch
- Schlauch zu Ohlsbach
- Schlehwald zu Gengenbach
- Schleife zu Durbach
- Schliff zu Oppenau
- Schlitz zu Ottenhöfen im Schwarzwald
- Schloß zu Ortenberg
- Schloßberg (Neuwindeck mit Schloßhof) zu Lauf
- Schloßhof zu Oberkirch
- Schloßhof zu Ottenhöfen im Schwarzwald
- Schmelzleberg zu Wolfach
- Schmiderbauernhof zu Hausach
- Schmieheim zu Kippenheim
- Schmittegrund zu Wolfach
- Schmittehof zu Wolfach
- Schneiben(Schneit)hof zu Hofstetten
- Schneidermichelshof zu Hornberg
- Schneiderrain zu Wolfach
- Schnellingen zu Haslach im Kinzigtal
- Schnurrenhof zu Seebach
- Schollenhof zu Achern
- Schonach zu Hornberg
- Schönberg zu Gengenbach
- Schönberg zu Seelbach
- Schönbüch zu Sasbachwalden
- Schondelgrund zu Hornberg
- Schondelhöfe (Jungbauernhof) zu Hornberg
- Schondelhöfe (Moserhof) zu Hornberg
- Schonenmichelhof zu Hornberg
- Schonetishof zu Hornberg
- Schönwald zu Nordrach
- Schornshof zu Wolfach
- Schottenhöfen zu Nordrach
- Schreilegrund zu Zell am Harmersbach
- Schrofen (Hinter und Vorder) zu Nordrach
- Schroffen zu Ottenhöfen im Schwarzwald
- Schucken- und Fegerhof zu Hohberg
- Schulersberg zu Mühlenbach
- Schutterlindenberg zu Lahr/Schwarzwald
- Schuttern zu Friesenheim
- Schuttertal
- Schutterwald
- Schutterzell zu Neuried
- Schwaibach zu Gengenbach
- Schwanenbach zu Hornberg
- Schwanenbach zu Hornberg vormals Reichenbach
- Schwarzbauer zu Wolfach
- Schwarzenbach zu Seebach
- Schwärzenbach zu Gengenbach
- Schwarzenbruch zu Oberwolfach
- Schwarzenkopf zu Seebach
- Schwarzhof zu Oppenau
- Schwatterloch zu Hohberg
- Schweighausenergrund zu Ettenheim
- Schwend zu Kappelrodeck
- Schwenden zu Steinach
- Schwiebig zu Schuttertal
- Seebach
- Seelbach
- Seitenspring zu Durbach
- Sendelbach zu Durbach
- Sendelbach zu Lautenbach
- Serrerhof zu Wolfach
- Siedlung zu Sasbach
- Siedlung zu Schuttertal
- Sieferspring zu Oberkirch
- Silbergründle zu Seebach
- Simmersbach zu Ottenhöfen im Schwarzwald
- Simonsbauernhof zu Hornberg
- Singersbach zu Gutach (Schwarzwaldbahn)
- Sodhof zu Schuttertal
- Sodlach zu Nordrach
- Sohlberg (Unterer) zu Lautenbach
- Sohlberg (z. T. zu Lautenbach)
- Sommereck zu Ottenhöfen im Schwarzwald
- Sondersbach zu Gengenbach
- Sonnenwirtshaus zu Hornberg
- Spechendobel(hof) zu Hornberg
- Spinnersberg zu Bad Peterstal-Griesbach
- Spinnershof zu Wolfach
- Spitalhof zu Offenburg
- Spitzenberg zu Lautenbach
- Spitzfelsen zu Oppenau
- Spitzmühle zu Zell am Harmersbach
- Spring (Unterspring) zu Durbach
- Spring(höfe) zu Oberkirch
- St. Anton zu Durbach
- St. Landelin zu Ettenheim
- St. Roman zu Wolfach
- Stadelhofen zu Oberkirch
- Staigerhof zu Hornberg
- Staufenberg zu Durbach
- Staufenhof zu Wolfach
- Steckeneckle zu Oppenau
- Stefansbauer zu Wolfach
- Stegbauer zu Wolfach
- Steighaus zu Wolfach
- Steighof zu Lautenbach
- Steighof zu Oppenau
- Steighof zu Wolfach
- Steilisberg zu Sasbachwalden
- Stein zu Mühlenbach
- Stein(bauern)hof zu Oberkirch
- Steinach
- Steinbach zu Seelbach
- Steinbächle (Schönberg) zu Seelbach
- Steinbrunnen (Steinmatt) zu Hausach
- Steinbühl zu Schuttertal
- Steinebach zu Kappelrodeck
- Steineberg zu Schuttertal
- Steinenbach zu Oppenau
- Steingrube zu Ortenberg
- Steingrün zu Gutach (Schwarzwaldbahn)
- Steinmauern zu Fischerbach
- Steinrücken zu Zell am Harmersbach
- Stelzersbach zu Wolfach
- Stenglenz (mit Wingerbach[2]) zu Berghaupten
- Stieg zu Bad Peterstal-Griesbach
- Stiegelmatt (Stiegelmatt- und Dorfbergstraße) zu Berghaupten
- Stockacker zu Zell am Harmersbach
- Stöcken zu Zell am Harmersbach
- Stöcken zu Durbach (Ortsteile Durbach und Ebersweier)
- Stöckert zu Oberkirch
- Stollenberg zu Durbach
- Stollenberg zu Nordrach
- Stollengrund zu Mühlenbach
- Stollengrund(hof) zu Nordrach
- Straßershäusle zu Hornberg
- Straubenhöf zu Sasbachwalden
- Streitberg zu Schuttertal
- Stricker zu Haslach im Kinzigtal
- Stricker(höfe) zu Steinach
- Stricker(höfe) zu Zell am Harmersbach
- Strohbach zu Gengenbach
- Strohhof zu Gengenbach
- Stürzelbach zu Durbach
- Sulz zu Lahr/Schwarzwald
- Sulzbach zu Lautenbach
- Sulzbächle zu Wolfach
- Sundheim zu Kehl
- Suschet zu Oppenau

### T
- Tal zu Kappelrodeck
- Tannenteich zu Seebach
- Tanzberg zu Oberkirch
- Taubenbach zu Hornberg
- Thesenbauer zu Wolfach
- Tiefenbach zu Oberwolfach
- Tiefenbachbauer(Unter) zu Hornberg
- Tiefenbachergütler(Ober) zu Hornberg
- Tieferspring zu Durbach
- Tiergarten zu Oberkirch
- Tochtermannsberg zu Hofstetten
- Treiermühle zu Bad Peterstal-Griesbach
- Tretenhof zu Seelbach
- Trillen zu Wolfach
- Trummenstein zu Hornberg
- Turm zu Fischerbach
- Turm zu Gutach (Schwarzwaldbahn)

### U
- Übelwasen (Alexenhof) zu Wolfach
- Überskopf zu Bad Peterstal-Griesbach
- Uhlhof zu Hausach
- Ullerst zu Hofstetten
- Ulm zu Renchen
- Unrechtenbach zu Oberkirch
- Unter Niedergießhof zu Hornberg
- Unter Reichenbach zu Hornberg
- Unter Schonetishof zu Hornberg
- Unterberg zu Kappelrodeck
- Unterbüchern zu Mühlenbach
- Untere Strangen zu Achern
- Unterentersbach zu Zell am Harmersbach
- Unterer Durenbach zu Schuttertal
- Unterer Kammerhof zu Hornberg
- Unterer Langert zu Sasbachwalden
- Unterer Neuenbach zu Hausach
- Unterer Prinschbach zu Schuttertal
- Unterer Wirtshäuslehof (Zur Krone) zu Hornberg
- Unterfall zu Hornberg
- Unterflacken zu Nordrach
- Unter-Freiersbach zu Bad Peterstal-Griesbach
- Untergeistacker zu Fischerbach
- Unterhippensbach zu Hornberg
- Unterrechtgraben zu Fischerbach
- Unterrein zu Schuttertal
- Unter-Rüstenbach zu Lautenbach
- Unterschulershof zu Wolfach
- Untersteig zu Schuttertal
- Untersteighof zu Hornberg
- Unterstmatt zu Sasbach
- Untertal zu Ettenheim
- Untertal zu Nordrach
- Untertal zu Schuttertal
- Untertal zu Wolfach
- Untertal zu Zell am Harmersbach
- Untertal zu Biberach
- Untertal zu Oberwolfach
- Untertal zu Steinach
- Untertal, Mitteltal, Obertal zu Berghaupten
- Unterwasser zu Ottenhöfen im Schwarzwald
- Unterweiler zu Durbach
- Urloffen zu Appenweier

### V
- Vogelberg zu Fischerbach
- Vogelloch zu Hornberg
- Vogelsberg zu Sasbach
- Vogelsberg zu Sasbachwalden
- Vogtsadeshof zu Hornberg
- Vogtsbauernhof zu Hornberg
- Vollmersbach zu Durbach
- Vollmershof zu Wolfach
- Vor Ernsbach zu Nordrach
- Vor Hagenbach zu Oberharmersbach
- Vor Kirnbach zu Wolfach
- Vor Langenbach zu Wolfach
- Vor Leubach zu Wolfach
- Vor Riersbach zu Oberharmersbach
- Vor Sulzbach zu Wolfach
- Vor Waltersbach zu Oberharmersbach
- Vor Wickersbach zu Oberharmersbach
- Vorbach zu Mühlenbach
- Vor-Blumbach zu Gutach (Schwarzwaldbahn)
- Vorder Breitenbach zu Hausach
- Vorder Hauenstein zu Hornberg
- Vorder Langenbach zu Wolfach
- Vorderbauer zu Wolfach
- Vorderberg zu Bad Peterstal-Griesbach
- Vorderbutzenberg zu Fischerbach
- Vordere Allmend zu Oberkirch
- Vorderer Geisberg zu Schuttertal
- Vorderer Mosenberg zu Hornberg
- Vorderhambach zu Zell am Harmersbach
- Vorderheubach zu Wolfach
- Vorderhof zu Haslach im Kinzigtal
- Vordersberghof zu Hausach
- Vorderseebach zu Seebach
- Vordersingersbach zu Gutach (Schwarzwaldbahn)
- Vordersulzbach zu Gutach (Schwarzwaldbahn)
- Vordertal zu Fischerbach
- Vor-Ebersbach zu Gutach (Schwarzwaldbahn)
- Vorstadt zu Sasbachwalden

### W
- Wächtersdobel zu Hornberg
- Wagshurst zu Achern
- Wahlholz zu Oppenau
- Waideleshof zu Wolfach
- Waidhof (Schloßhof) zu Kappelrodeck
- Waldeck(erhof) zu Oberkirch
- Waldfrieden zu Lahr/Schwarzwald
- Waldhans zu Oberwolfach
- Waldhasenhof zu Hornberg
- Waldhäuser zu Oberharmersbach
- Waldhäuser (Am Mosenwald) zu Wolfach
- Waldhof zu Oberkirch
- Waldhüterhaus zu Offenburg
- Waldlehme zu Oberwolfach
- Waldmühle zu Lautenbach
- Waldsiedlung zu Zell am Harmersbach
- Waldstein zu Fischerbach
- Waldweber zu Wolfach
- Walke zu Oberwolfach
- Wallburg zu Ettenheim
- Waltersweier zu Offenburg
- Wanglig zu Steinach
- Wannenbach zu Gutach (Schwarzwaldbahn)
- Wasserfallhotel zu Oppenau
- Weber(Schilles)hof zu Haslach im Kinzigtal
- Webersgrund zu Oppenau
- Webertal zu Hornberg
- Wei(h)erhof zu Oberkirch vormals Nußbach
- Wei(h)erhof zu Oberkirch vormals Ödsbach
- Weier zu Offenburg
- Weierbach zu Offenburg
- Weierdamm zu Schuttertal
- Weiher zu Kappelrodeck
- Weiler zu Fischerbach
- Weiler zu Seelbach vormals Schönberg
- Weiler zu Seelbach
- Weingarten (Kirche) zu Offenburg
- Weisenbach zu Ohlsbach
- Weißer Graben zu Schuttertal
- Weißmoos zu Schuttertal
- Wellerhof zu Gutach (Schwarzwaldbahn)
- Wendelbach zu Lauf
- Wendelinsberg zu Bad Peterstal-Griesbach
- Wernest (Obere und Untere) zu Oppenau
- Widig zu Kappelrodeck
- Wiedergrün zu Durbach
- Wieserhof zu Hornberg
- Wilde Rench zu Bad Peterstal-Griesbach
- Wildenberg zu Seebach
- Wilfeneck zu Oppenau
- Willstätt
- Windenbach zu Mühlenbach
- Windenrain zu Wolfach
- Windkapf zu Hornberg
- Windschläg zu Offenburg
- Fußbach zu Berghaupten[2]
- Wingerbach[3] zu Gengenbach
- Winterbach zu Sasbachwalden
- Winterbach zu Sasbach
- Winterbach (Hinter und Vorder) mit Lierbach zu Lautenbach
- Winterbürg zu Kappelrodeck
- Winterecke zu Hornberg
- Winterskopf zu Hornberg
- Wirtshof (St. Roman) zu Wolfach
- Wirtshof (Vorder Langenbach) zu Wolfach
- Wittelbach zu Seelbach
- Wittenweier zu Schwanau
- Wittum zu Oberharmersbach
- Wohnhaus Uhl zu Kehl
- Wolfach
- Wolfbauernhof zu Hornberg
- Wolfen(hof) zu Oberkirch
- Wolfersbach zu Ottenhöfen im Schwarzwald
- Wolfersbach zu Seelbach
- Wolfersberg zu Kappelrodeck
- Wolfhag zu Oberkirch
- Wolfhansenecke (Eckenmatisenhof) zu Hornberg
- Wolfsbrunnen zu Seebach
- Wolfskapelle (Kapelleck) zu Durbach
- Wonnenbach zu Gutach (Schwarzwaldbahn)
- Wurzgraben zu Schuttertal

### Z
- Zell zu Offenburg
- Zell am Harmersbach
- Ziegelei zu Kehl
- Ziegelgrund zu Schuttertal
- Ziegelhof zu Kippenheim
- Ziegelhof zu Offenburg
- Ziegelhof zu Rheinau
- Ziegelhöfe zu Kappelrodeck
- Ziegelhütte zu Achern
- Ziegelhütte zu Oppenau
- Ziegelhütten zu Willstätt
- Zierle zu Oberwolfach
- Zierolshofen zu Kehl
- Zieselberg zu Ottenhöfen im Schwarzwald
- Zimbers-Säge zu Lahr/Schwarzwald
- Zimmern zu Appenweier
- Zöfernest zu Bad Peterstal-Griesbach
- Zuckerbauer zu Hornberg
- Zuckerberg zu Kappelrodeck
- Zuflucht zu Bad Peterstal-Griesbach
- Zunsweier zu Offenburg
- Zusenhofen zu Oberkirch
- Zuwald zu Oberharmersbach